# Liești, Galați
Liești (/li.ˈjeʃtʲ/) este o comună în județul Galați, Moldova, România, formată numai din satul de reședință cu același nume.

## Așezare
Comuna se află în marginea vestică a județului, în Câmpia Tecuciului, la limita cu județul Vrancea, pe malul stâng al Siretului. Este străbătută de șoseaua națională DN25, care leagă Galațiul de Tecuci. Prin comună trece și calea ferată Galați–Tecuci, pe care este deservită de stațiile Liești și Șerbănești. Se află în Câmpia Tecuciului[*]; lângă Siret; și la o altitudine de 27 m deasupra nivelului mării. Are o suprafață de 89,12 km². Populația este de 8.505 locuitori, determinată în 1 decembrie 2021, prin recensământ, chestionar.

## Istoric
La sfârșitul secolului al XIX-lea, comuna făcea parte din plasa Bârlad a județului Tecuci, și era formată din satele Liești și Șerbănești, având în total 3763 de locuitori ce trăiau în 885 de case. În comună funcționau două mori de foc, trei biserici și trei școli: una de băieți (cu 96 de elevi, înființată în 1865) și una de fete (cu 26 de eleve, înființată în 1881) în Liești, și una mixtă în Șerbănești, cu 42 de elevi, înființață tot în 1881. Anuarul Socec din 1925 consemnează separarea satului Șerbănești pentru a forma o comună separată; cele două comune făceau parte din plasa Ivești a aceluiași județ, având, respectiv 2197 de locuitori (comuna Liești) și 1762 de locuitori (comuna Șerbănești).
În 1950, comunele au trecut în administrarea raionului Măicănești din regiunea Putna, dar în 1953 a devenit reședința raionului Liești din regiunea Galați, tot atunci comuna Șerbănești fiind desființată, iar satul ei revenind la comuna Liești. Raionul a fost desființat în 1960, când comuna a trecut la raionul Galați din aceeași regiune. În 1968, comuna a trecut la județul Galați, iar satul Șerbănești a fost desființat și el, comasat cu satul Liești.

## Demografie
Componența etnică a comunei Liești
     Români (78,75%)
     Romi (12,17%)
     Alte etnii (0,02%)
     Necunoscută (9,05%)
Componența confesională a comunei Liești
     Ortodocși (89,28%)
     Alte religii (1,2%)
     Necunoscută (9,52%)
Conform recensământului efectuat în 2021, populația comunei Liești se ridică la 8.505 locuitori, în scădere față de recensământul anterior din 2011, când fuseseră înregistrați 8.902 locuitori. Majoritatea locuitorilor sunt români (78,75%), cu o minoritate de romi (12,17%), iar pentru 9,05% nu se cunoaște apartenența etnică. Din punct de vedere confesional, majoritatea locuitorilor sunt ortodocși (89,28%), iar pentru 9,52% nu se cunoaște apartenența confesională.

## Administrație
Comuna Liești este administrată de un primar și un consiliu local compus din 17 consilieri. Primarul, Iulian Boț[*], de la Partidul Național Liberal, este în funcție din 2008. Începând cu alegerile locale din 2024, consiliul local are următoarea componență pe partide politice:
|  | Partid                          | Consilieri | Componența Consiliului | Componența Consiliului | Componența Consiliului | Componența Consiliului | Componența Consiliului | Componența Consiliului | Componența Consiliului | Componența Consiliului | Componența Consiliului | Componența Consiliului |
|  | ------------------------------- | ---------- | ---------------------- | ---------------------- | ---------------------- | ---------------------- | ---------------------- | ---------------------- | ---------------------- | ---------------------- | ---------------------- | ---------------------- |
|  | Partidul Național Liberal       | 10         |                        |                        |                        |                        |                        |                        |                        |                        |                        |                        |
|  | Partidul Social Democrat        | 5          |                        |                        |                        |                        |                        |                        |                        |                        |                        |                        |
|  | Alianța pentru Unirea Românilor | 2          |                        |                        |                        |                        |                        |                        |                        |                        |                        |                        |

Din 1 iulie 2002 funcționează Judecătoria Liești. Judecătoria Liești a mai funcționat în perioada 1950-1968.

## Economie
În teritoriul localității a existat o fabrică de zahăr ce aparține concernului Agrana.

### Sport
Echipa de fotbal locală, CS Sporting Liești, joacă în Liga a III-a în sezonul 2018-2019, și în același sezon al Cupei României a ajuns până în faza șaisprezecimilor de finală.

## Personalități
- Ion Iancu (medic) (1902 - 1992), medic;
- Anghel Saligny (1854 - 1925), inginer constructor, membru al Academiei Române;
- Costică Bulai (n. 1926 - d. 2014 ), jurist, judecător la Curtea Constituțională a României;
- Dan Mihăilescu (n. 1929 -d. 2016), publicist, psiholog și estetician;
- Liliana Hodorogea (n. 1959), actriță;
- Antonel Borșan (n. 1970), sportiv.